# Пихельгас, Каролина
Каролина Пихельгас (эст. Carolina Pihelgas; род. 24 февраля 1986, Таллин) — эстонская поэтесса и переводчица.

## Биография
Каролина Пихельгас родилась в Таллине в 1986 году. В 2004 году окончила городскую гимназию Густава Адольфа. В 2010 году получила степень бакалавра в области теологии в Тартуском университете, после чего продолжила обучение и в 2012 году стала магистром в сфере антропологии религии.
С 2011 по 2020 годы Пихельгас работала в тартуском отделении молодёжного литературного журнала «Värske Rõhk», в 2013 году стала его главным редактором. С 2021 года работает редактором в литературно-художественном журнале «Looming».

## Творчество
Дебютный сборник стихов Каролины Пихельгас «Sõrmemuster» (в переводе с эст. — «Узор на пальце») опубликован в 2006 году.
Работая журналистом, она взяла несколько интервью у современных эстонских поэтов и писателей, которые собрала в книгу «Sõnad on õhk» (с эст. — «Слова — воздух», 2018).
Пихельгас также переводит на эстонский язык произведения иностранных авторов, среди них: Пабло Неруда, Тур Ульвен, Бу Карпелан, Константинос Кавафис, Габриела Мистраль, Октавио Пас, Никола Маджиров, Илья Каминский и другие.

## Награды
За книгу «Õnnekangestus» Пихельгас в 2012 году была удостоена литературной премии имени Густава Суйтса, а за книгу «Valgus kivi sees» — в 2020 году премии Культурного фонда Эстонии в номинации «Лирика».
В 2020 году поэтессе была присвоена писательская премия города Тарту за организацию ряда мероприятий, направленных на развитие и популяризацию местной литературной сцены.